# Pentti Airikkala
Pentti Airikkala (4. rujna 1945. – 30. rujna 2009.) bio je poznati finski reli-vozač. Natjecao se na utrkama Svjetskog prvenstva u reliju, gdje je zabilježio 37 nastupa, 6 utrka završio na podiju, te na jednoj utrci pobijedio. Najspješnija sezona mu je bila 1981. kada je završio 9. u ukupnom poretku. Jedinu pobjedu ubilježio je pred kraj karijere na Reliju Velika Britanija 1989. u automobilu Mitsubishi Galant VR-4, sa suvozačem Ronan McNamee.
Nakon povlačanje iz redovitog natjecanja, vodio je školu za vozače utrka u Oxfordshire, čiji su polaznici među ostalima bili svjetski prvaci Colin McRae i Richard Burns.